# Flanders Expo (tramhalte)
Flanders Expo is een tramhalte in Sint-Denijs-Westrem, een deelgemeente van de Vlaamse stad Gent, en de zuidelijke eindhalte van lijn T1. De halte is gelegen aan het gelijknamige complex Flanders Expo in het nieuwe Gentse stadsdeel The Loop, en ter hoogte van afrit 14 (Sint-Denijs-Westrem) van de E40.
De halte ligt in een keerlus, de enige van zijn soort op het Gentse tramnet. Nadat trams van lijn T1 halt houden aan de halte rijden ze onmiddellijk terug door richting Stelplaats. Er zijn twee perrons aanwezig, beiden in zuidoostelijke richting, maar slechts één ervan wordt op dit moment gebruikt.
De tramhalte is via een fiets- en voetpad verbonden met de Gentse vestiging van IKEA, en via een fietsbrug met de nabijgelegen bushaltes in de Hélène Dutrieulaan.
Naast de halte ligt een P+R waar tramreizigers gratis hun auto kunnen parkeren.
In 2017 werd een vernieuwde halte in gebruik genomen.